# Commelina ramulosa
Commelina ramulosa är en himmelsblomsväxtart som först beskrevs av Charles Baron Clarke, och fick sitt nu gällande namn av Joseph Marie Henry Alfred Perrier de la Bâthie. Commelina ramulosa ingår i släktet himmelsblommor, och familjen himmelsblomsväxter. Inga underarter finns listade.